# Escut de Ripollet
L'escut oficial de Ripollet té el següent blasonament:
Escut caironat: de porpra, un pollet d'or acostat a la destra d'una roda dentada d'argent, i a la sinistra d'una mola de molí d'argent; el peu ondat d'or amb 4 pals de gules, sostenint un riu en forma de faixa ondada d'atzur. Per timbre, una corona de vila.

## Història
L'escut fou aprovat el 25 de febrer del 2004 i publicat al DOGC el 26 de març del mateix any amb el número 4100.
El pollet és el senyal parlant referent al nom de la vila, el qual ja apareixia en un segell municipal de 1700, i la faixa ondada fa referència al riu Ripoll, vora el qual s'aixeca la població. La indústria és el tret significatiu de Ripollet, i l'escut en representa la tradicional dels molins fariners, drapers i, sobretot, paperers (simbolitzada per la mola) i la més recent de manufactures tèxtils (a què fa al·lusió la roda dentada). Els quatre pals fan referència a la jurisdicció reial sobre la vila (Ripollet va ser batllia reial i, des del segle xiv, "carrer de Barcelona").